# Stara Wieś

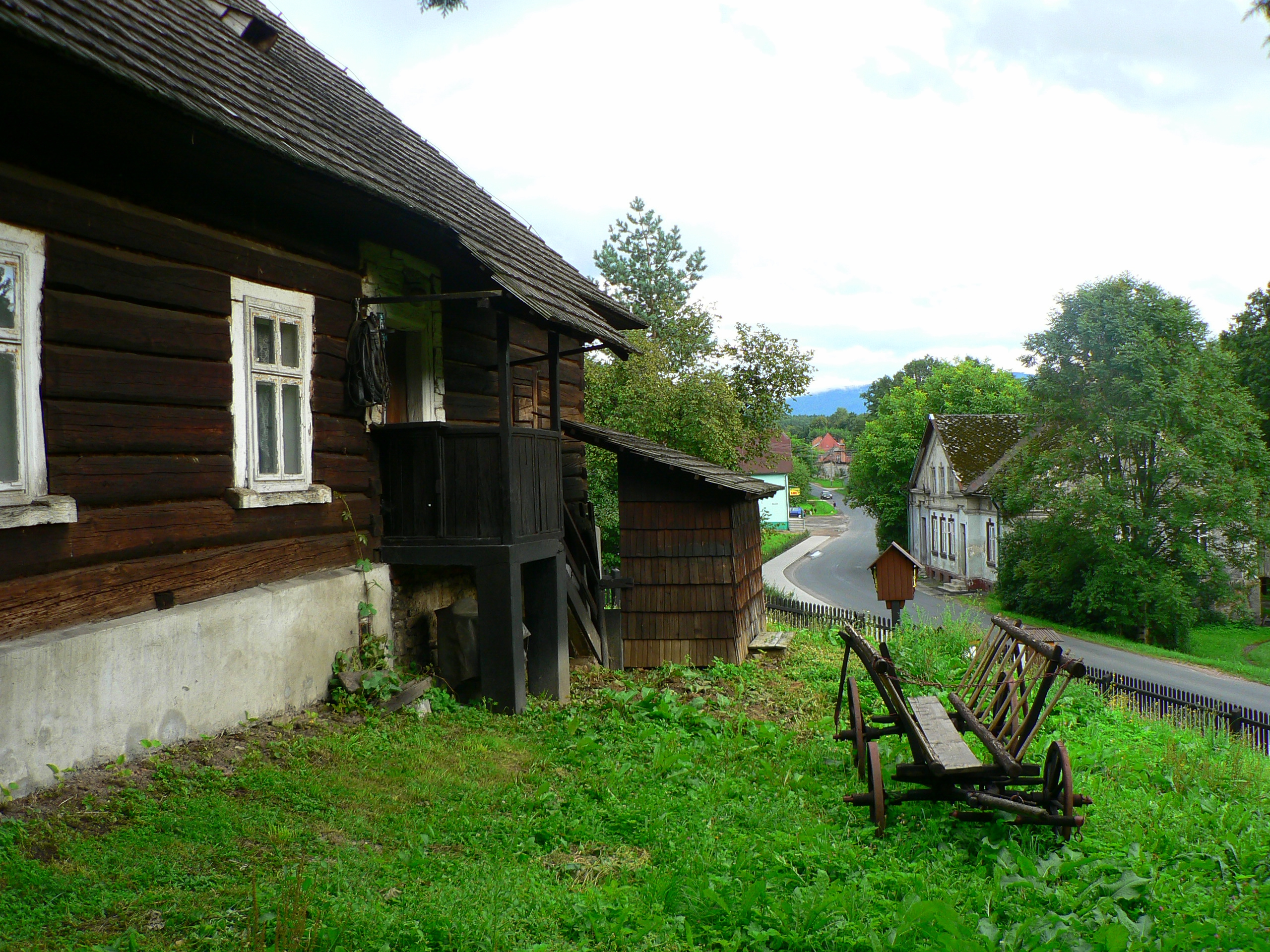
Byskolbyggnad från 1700-talet i Stara Wieś.

Stara Wieś är en by i kommunen Wilamowice i vojvodskapet Śląsk i södra Polen.